# Зоран Заев
Зоран Заев (рођен 8. октобра 1974. у Струмици) је политичар и бивши премијер Републике Северне Македоније. Бивши је председник  Социјалдемократског савеза Македоније и бивши градоначелник општине Струмица.

## Биографија
Основну и средњу школу је завршио у Струмици. Дипломирао је на Економском факултету у Скопљу 1997. године.
Зоран Заев је члан партије СДСМ од 1996. године. Од 2003. је био посланик у Собрању. Године 2005. је изабран за градоначелника Струмице. На осмом конгресу СДСМ, 18. септембра 2008. изабран је за председника странке, на чијем је челу био до 2009. године. По други пут је маја 2013. изабран за председника странке.
Као главни опозициони лидер учествовао је на састанку 2. јуна 2015. године са тадашњим премијером Северне Македоније Николом Груевским и комесаром за проширење ЕУ Јоханесом Ханом, у циљу превазилажења дубоке политичке кризе од јануара 2015. Састанак је резултирао споразумом у Пржину. У децембру 2016. године су одржани ванредни парламентарни избори, а Заев је са партијом СДСМ освојио 49 мандата.
Дана 27. априла 2017. демонстранти су упали у зграду Собрања Републике Северне Македоније и том приликом Заев је задобио повреде главе. Дан након инцидента Заев је поручио да очекује да се смири ситуација у земљи и позвао председника Иванова да му додели мандат за састављање Владе Северне Македоније.
Дана 17. маја 2017. председник Иванов је доделио мандат Заеву за састављање нове Владе Северне Македоније. Након две недеље, Заев је изабран за премијера Републике Северне Македоније.
Као последицу пораза његове странке на локалним изборима 2021. је поднео оставку на место премијера и председника СДСМ. До избора нове владе остао је на месту премијера.
Септембра 2022. Македонска комора наградила га је за допринос иницијативи „Отворени Балкан”.

## Приватни живот
Течно говори енглески и српски језик. Његова супруга је Зорица Заева са којом има двоје деце, кћерку Александру и сина Душка.